# Греко-буддизм

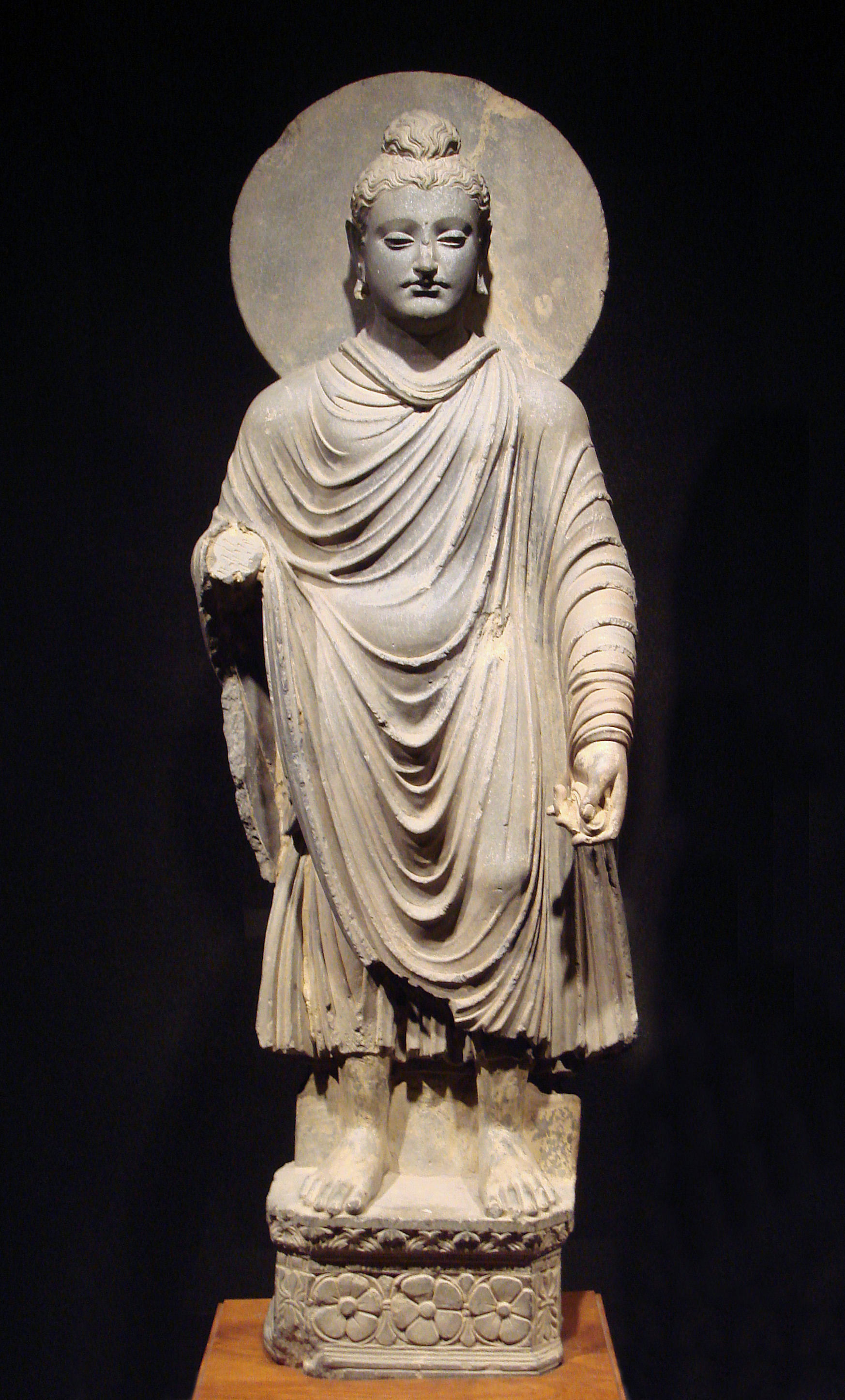
Будда у греко-буддистському стилі. Статуя виготовлена у Гандхарі на території сучасного Пакистану у I—II століттях н. е.

Греко-буддизм — вид культурно-релігійного синкретизму, суміш грецької культури з релігією буддизму. Греко-буддизм існував і розвивався від IV століття до н. е. до V століття н. е. в регіоні, що включав сучасні Афганістан, Пакистан і північно-західну частину Індії (штат Джамму та Кашмір). Починаючи з Александра Македонського, в регіоні з'явився сильний грецький вплив, що зміцнився з утворенням Греко-бактрійського та Індо-грецького царств. Розквіт й активне поширення греко-буддизму припало на часи Кушанської імперії. Греко-буддизм помітно впливав на розвиток буддійського мистецтва, а частково й на розвиток власне буддійської думки, особливо Махаяни, принаймні до того, як буддизм поширився до Центральної та північно-східної Азії: до Китаю, Кореї, Японії.

## Історія
Перші контакти між елліністичною культурою та буддизмом почались після завоювання Перської імперії Александром Македонським. Як відомо, Александр пішов далі та завоював значні частини Центральної Азії у 329—327 роках до н. е., а потім вторгся до Індії, перетнув річки Інд і Гідасп, увійшовши таким чином у прямий контакт з Індією — батьківщиною буддизму.
Александр заснував низку міст на нових територіях: у Согдіані, Бактрії, Хайберському проході, Гандхарі, Пенджабі. З часом грецький вплив поширився навколо тих центрів. Ті регіони розташовані у ключовій точці — природному коридорі між гірськими масивами Гіндукуш та Гімалаями, яким відбувався природний культурний обмін між Центральною Азією та Індією.
Після смерті Александра 323 року до н. е. його величезна імперія була розділена між спадкоємцями (діадохами), її східна частина дісталась Селевку, однак через постійні війни між діадохами околицях імперії Селевка постійно повставали. Зрештою, близько 250 року до н. е. на східних рубежах утворилось Греко-Бактрійське царство, що згодом еволюціонувало в Індо-грецьке царство, що у свою чергу було асимільовано Кушанами близько I століття н. е., ті три царства й були ядром утворення та розвитку греко-буддизму. Із занепадом останнього царства у V столітті після навали ефталітів й особливо під час експансії ісламу, історія греко-буддизму також згасає.

## Взаємопроникнення культур
Тривала присутність грецької культури у Центральній Азії й Індії призвело не лише до торгових і політичних контактів, але й до активного взаємопроникнення у культурній та релігійній сферах.

### Александр Македонський (331—325 роки до н.е.)
Бактрія та Гандхара, імовірно, вже відчули деякий вплив буддизму до часів завоювання їх Александром. За однією з легенд, записаних мовою палі (одна з мов канону Тхеравади), два торгівці Тапассу й Бхалліка, брати з Бактрії, вирушили у путь, щоб зустрітись із Буддою та стати його учнями. Згодом вони повернулись до Бактрії та збудували храми на честь Будди.
Коли 326 року до н. е. Александр вирішив вторгнутись до Індії, він захопив з собою кількох спеціально відібраних філософів, включаючи Піррона. Після того як цар Таксил здався без бою, під контроль Александра потрапила Таксила — важливий центр буддизму, де філософи отримали можливість обмінюватись ідеями упродовж 18 місяців. Після такого тривалого спілкування з гімнософістами (букв. оголені філософи) Піррон повернувся до Греції, де заснував школу пірронізму, ставши першим скептиком. Грецький біограф та історик філософії Діоген Лаертський писав, що незворушність та відчуженість Піррон запозичив саме з Індії.

### Імперія Маур'їв (322—183 роки до н.е.)
Однак вже 322 року до н. е. північно-західні території Індії були відвойовані Чандраґуптою, засновником імперії Маур'їв. Однак він не поспішав розривати стосунки зі своїми грецькими сусідами у імперії Селевкідів. Насправді, після укладення мирної угоди з Селевком, що став вигідним для обох сторін (Селевк отримав 500 бойових слонів в обмін на крайно-східні території своєї імперії, що слабко йому підкорялись), Чандрагупта сам запросив кількох грецьких вчених, включаючи Меґасфена, до свого двору.

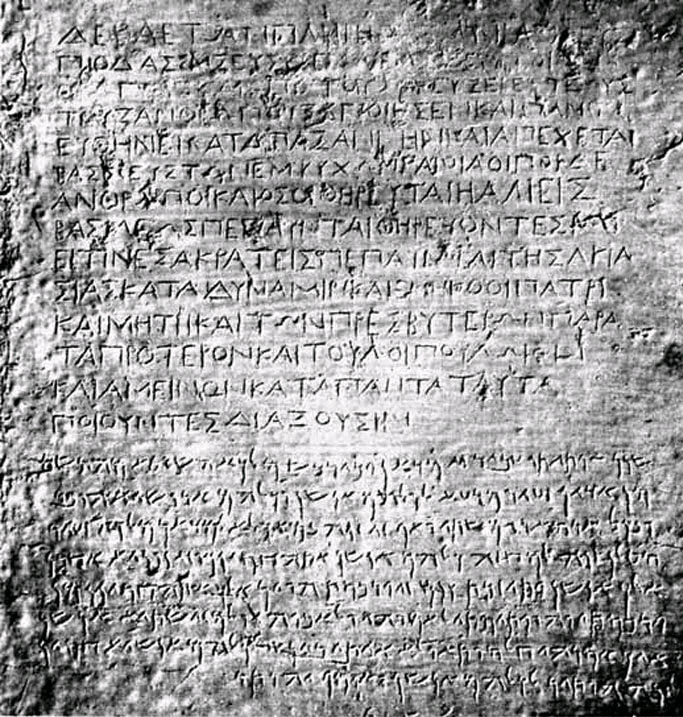
Двомовний едикт царя Ашоки (грецькою й арамейською мовами) з Кандагара. Кабульський музей

Онук Чандраґупти — імператор Ашока не лише навернувся у буддизм, але й зайнявся його поширенням. Він дотримувався традиційного палійського канону Тхеравади, був прибічником ахімси (незавдання шкоди іншим).
Ашока залишив по собі немало едиктів, у тому числі й вибитих у камені, частина яких була написана грецькою. Виходячи з текстів тих едиктів, Ашока поширював буддизм не лише у межах Індії, але й в елліністичних державах Азії, деякі його емісари досягали навіть самої Греції..

### Індо-грецьке царство й буддизм (180 рік до н.е.— 10 рік н.е.)
185 року до н. е., за 50 років після смерті царя Ашоки, останній цар Маур'їв Бріхадратха був жорстоко убитий під час військового параду своїм воєначальником Пуш'ямітрою Шунга, який оголосив себе царем і створив нову династію. Пуш'ямітра Шунга був правовірним брахманом та палким противником буддизму. Шунга був відомий жорстокими переслідуваннями тієї релігії, він зруйнував 84 тисячі буддійських ступ, збудованих Ашокою, й давав 100 золотих монет за голову буддійського монаха. Буддійські монастирі перетворювались на індуїстські храми, зокрема у таких місцях, як Наланда, Бодх-Гая, Сарнатх і Матхура.
У той час на північно-західних рубежах Індії квітнуло Греко-Бактрійське царство. Греки підтримували дружні стосунки з імперією Маур'їв, плідно обмінюючись знаннями. Грецькі історики й філософи вели описи індійського побуту та релігій. Записи Мегасфена й Деїмакоса активно циркулювали в античному світі й цитувались століттями.
Незважаючи на те, що Греко-Бактрійське царство залишалось під сильним впливом елліністичної культури (це підтверджують багато розкопок, наприклад розкопки міста Ай-Ханум), багато греків навернулись у буддизм та зробили немалий внесок у його поширення. Тому, коли Шунга почав свої релігійні утиски, Деметрій I, під приводом допомоги Маур'ям та захисту грецьких буддистів, вторгся до Індії. Можливо, він просто скористався ситуацією, політичним вакуумом, що виник у північній Індії, однак засноване ним Індо-грецьке царство насправді стало важливим притулком для буддизму.

#### Монети

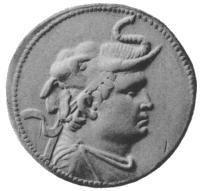
Срібна монета, що зображує царя Деметрія, одягненого у шолом з черепа слона як символ завоювання Індії

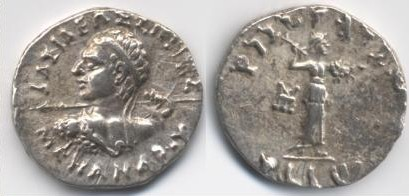
Срібна драхма царя Менандра I «Спасителя» з написом на реверсі «Магараджа Менандр Спаситель» мовою кхароштхі

Монети індо-грецьких царів, починаючи з Менандра, що їх знаходять на всьому просторі від Афганістану до центральної Індії, підписувались не лише грецькими написами виду «ΒΑΣΙΛΕΩΣ ΣΩΤΗΡΟΣ ΜΕΝΑΝΔΡΟΥ» (буквально: Цар Менандр Спаситель), але й написами «Магараджа Дгарми» мовами пракрит (кхароштхі).
Окрім того, на монетах Менандра I й Менандра II нерідко зустрічається буддійський символ Дхармачакра (колесо із вісьмома шпицями), що, ймовірно, асоціювався у греків з вінцем перемоги, що його вручала богиня Ніке. Взагалі, відповідно до твору «Питання Міліниди», Менандр I не лише офіційно навернувся у буддизм, але й до кінця життя навіть став буддійським аргатом (той, хто досягнув нірвани) — про це згадував і Плутарх, відзначаючи, що після смерті Менандра його рештки та реліквії були розділені між містами, де їх шанували.

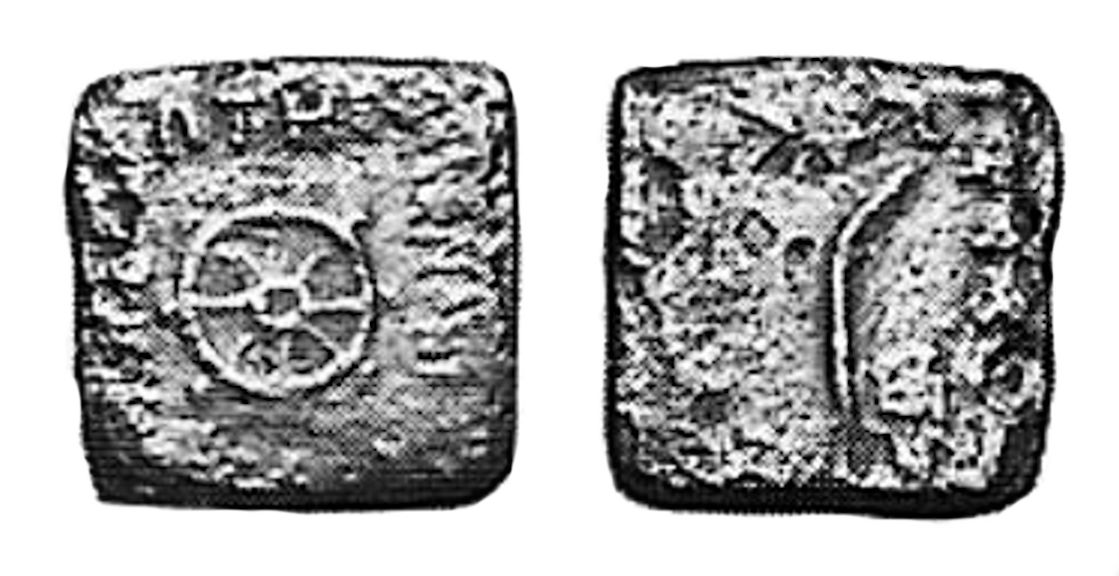
Монета Менандра II з зображенням Дхармачакри

Широке використання символічного зображення слона на індо-грецьких монетах також, можливо, має релігійне підґрунтя. Слон — один із символів Будди Ґаутами. До того ж коли північний захід Індії був завойований індо-парфянами, послідовниками зороастризму, вони запозичили всю символіку з монет індо-греків, окрім буддійських позначень і слонів, що вказує на інше, не географічне значення слона як символу.
Індо-грецькі царі нерідко зображували себе і своїх божественних покровителів у позі, що сильно нагадувала буддійський жест вітарка-мудра (вказівний і великий пальці правої руки з'єднані, решта — випрямлені), що символізує передачу вчень Будди.

#### Міста
Греки-бактрійці заснували багато міст у місцевості, що нині розташована на півночі Пакистану. Менандр I зробив своєю столицею місто Сагала, сучасний Сіялкот у Пенджабі, що став одним із центрів поширення буддійської культури. У містечку Сіркап, неподалік від Таксили, були знайдені рештки великого міста, заснованого Деметрієм I Бактрійським та перебудованого Менандром. Характерною особливістю подібних знахідок є те, що буддійські ступи в них розміщені безпосередньо поряд з індуїстськими та грецькими храмами, що вказує на релігійну терпимість і синкретизм в індо-грецькій державі.

#### Письмові джерела
Одним з найважливіших джерел, що розповідають про взаємне проникнення ідей між грецькою та буддійською культурами, є праця «Питання Мілінди» (Мілінда — індійська транскрипція імені Менандр). «Питання Мілінди» є записом бесіди у стилі Платона між царем Менандром і буддійським ченцем Нагасеною.

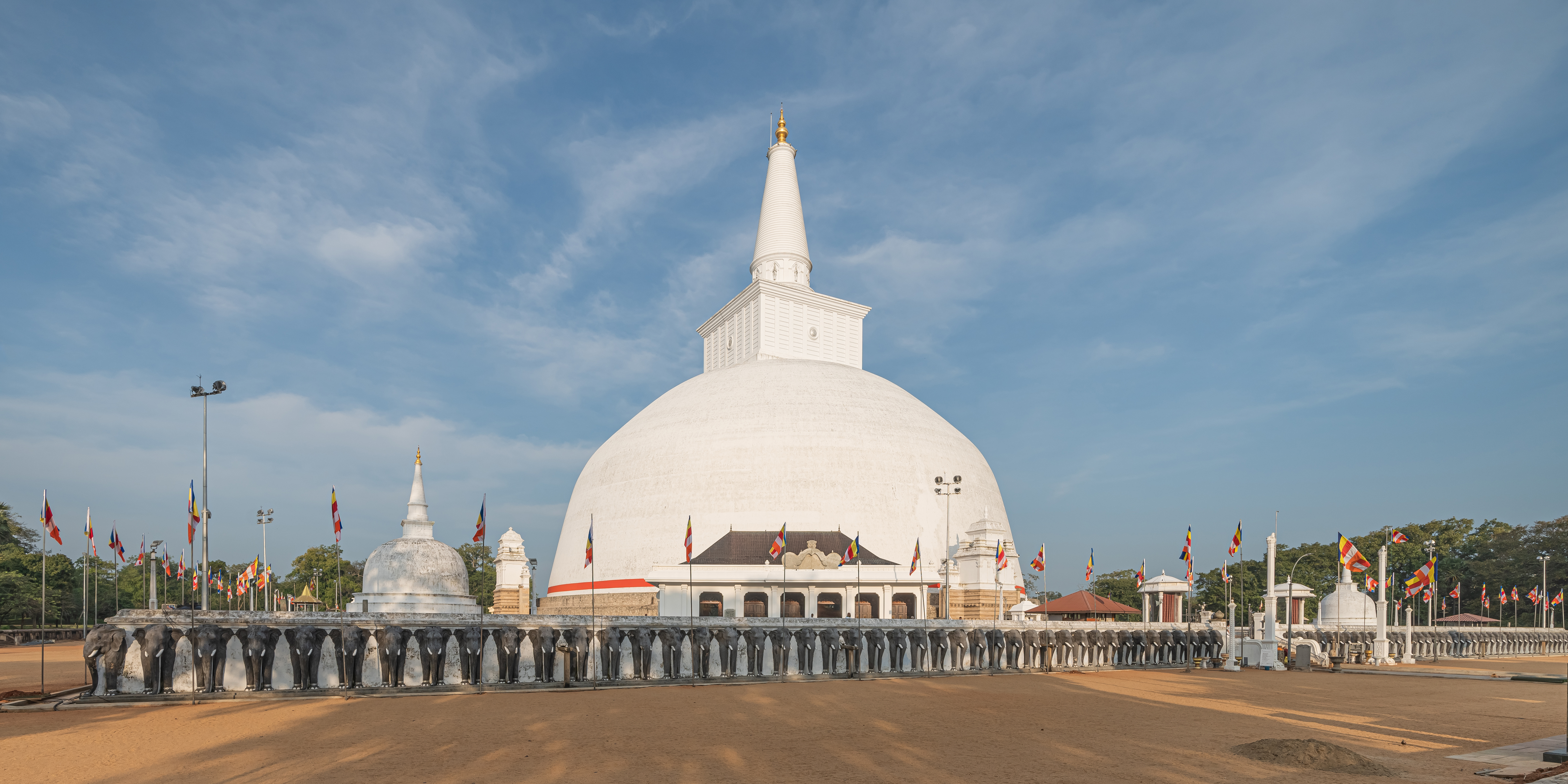
Велика ступа в Анурадхапурі. Відповідно до Махавамси на її освячення близько 130 року до н. е. прибули тридцять тисяч греків з Александрії Кавказької

Окрім того, у Махавамсі є глава про те, що за часів правління Менандра грецький йона (глава ченців-буддистів) на ім'я Магадхармаракшита разом із тридцятьма тисячами буддистів з «грецького міста Александрія» (імовірно, мається на увазі Александрія Кавказька) відвідав освячення великої ступи в Анурадхапурі. Той факт свідчить про те, наскільки живо процвітав буддизм в імперії Менандра та наскільки важливу активну роль у ньому відігравали греки. Сам Менандр розглядається в буддійській традиції як один з найвеличніших покровителів буддизму нарівні з Ашокою та Канішкою.
Існують записи кількох буддійських посвячень, зроблених греками в Індії. Наприклад на вазі, знайденій у ступі й датованою близько I століття до н. е., є напис мовою кхароштхі, що розповідає про те, як грецький мерідарх (цивільний управляючий провінції) Феодор зберіг реліквії Будди.
Буддійські манускрипти, написані грецькою не раніше II століття н. е., були знайдені в Афганістані. У них згадуються різні втілення Будди, включаючи Авалокітешвару (λωγοασφαροραζοβοδδο).
Це може вказувати на те, що елементи Махаяни зародились у північно-західній Індії, регіоні, де процвітав греко-буддизм, можливо вже у I столітті до н. е., та значно вплинути на неї могла грецька філософія. Можливо, на північ і схід, Шовковим шляхом, вирушила саме та форма буддизму, на яку впливали та яку поширювали греки.

## Греко-буддійське мистецтво
Нині є багато знахідок греко-буддистського мистецтва, особливо багато подібних знахідок у районі Гандхари, що робить ту область одним з найважливіших культурних центрів античного світу. Основною особливістю греко-буддистського мистецтва є те, що різні буддійські теми, перекази та притчі обігрувались в елліністичному стилі, використовувались традиційні грецькі образи, методи й мотиви. Важливими віхами греко-буддистського мистецтва є зображення Будди як людини та привнесення грецьких богів і героїв до буддизму.

### Грецькі боги у буддизмі

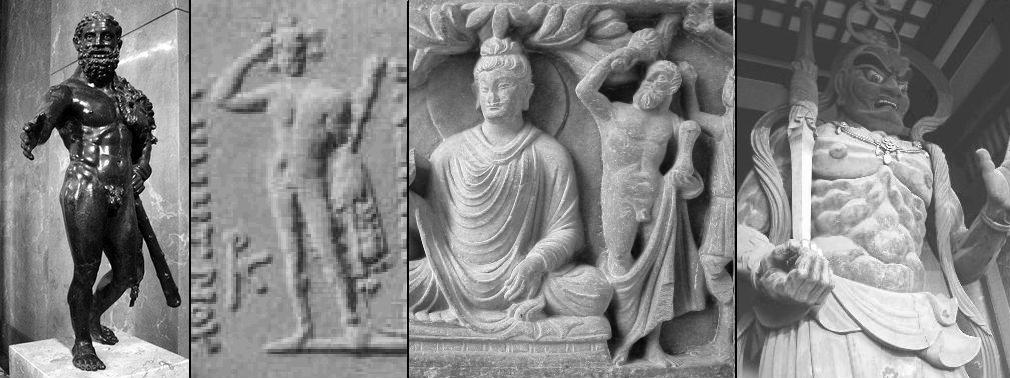
Еволюція Геракла у греко-буддизмі
1) Класичний Геракл
2) Геракл з монети Деметрія I
3) Ваджрапані, захисник Будди
4) Сюконгосін, втілення Ваджрапані в Японії

Вплив грецьких богів та героїв поширився не лише на Будду. Наприклад, Геракл у левовій шкурі (бог-захисник Деметрія I) став моделлю для Ваджрапані, захисника Будди. В Японії Ваджрапані далі еволюціонував у гнівного, мускулистого Сюконгосіна, бога-захисника Будди, статуї якого стоять перед входом до японських храмів.
Кацумі Танабе, професор японського університету Тюо, припустив, що окрім Ваджрапані грецького впливу зазнали й інші боги з пантеону махаяни: японський бог вітру Фудзін, основою для якого був грецький Борей, богиня-мати Кісімодзін, яка мала дуже багато спільних рис із Тіхе.
Окрім того у греко-буддистському мистецтві періоду Кушанського царства використовувались такі європейські елементи як херувими з вінками, орнаменти з виноградної лози, кентаври й тритони.

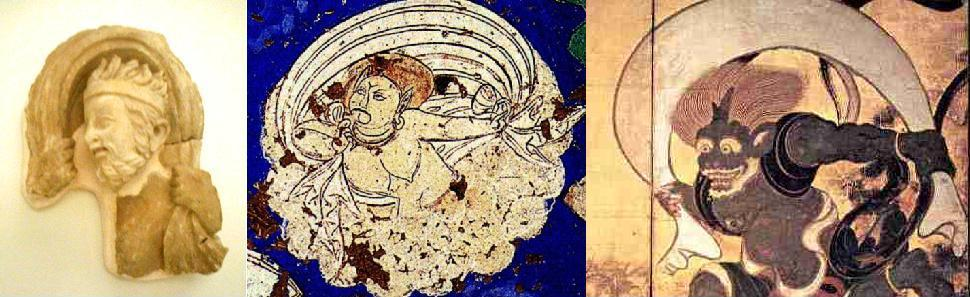
Еволюція бога вітру у греко-буддизмі
1) Грецький Борей, Гандхара
2) Бог вітру Вардо, Кизил-Ірмак
3) Бог вітру Фудзін, Японія, XVII століття

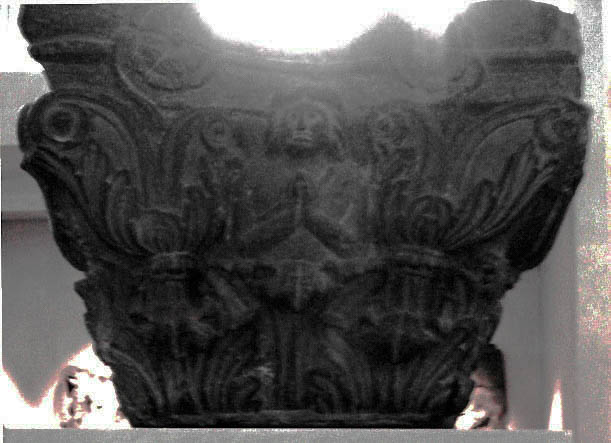
Коринфський ордер з зображенням Будди
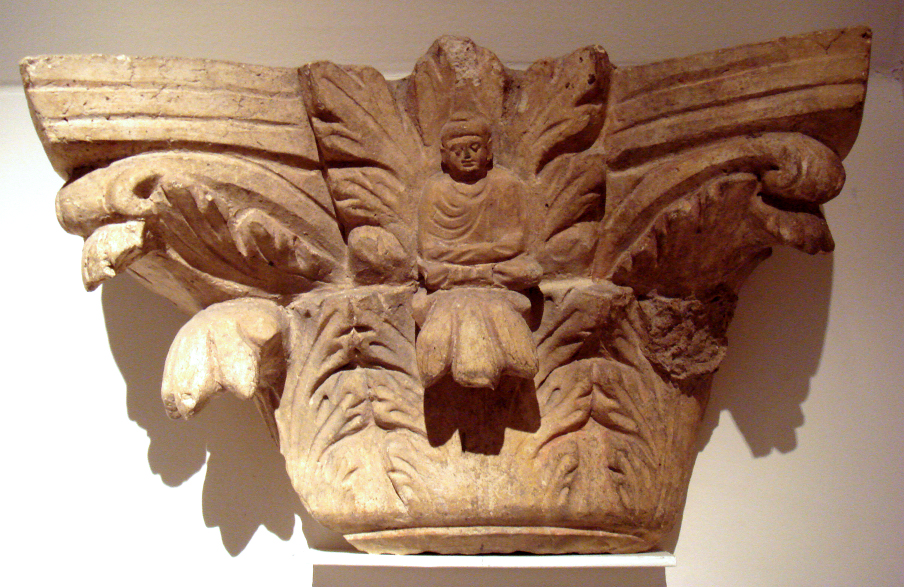
Коринфський ордер з зображенням Будди
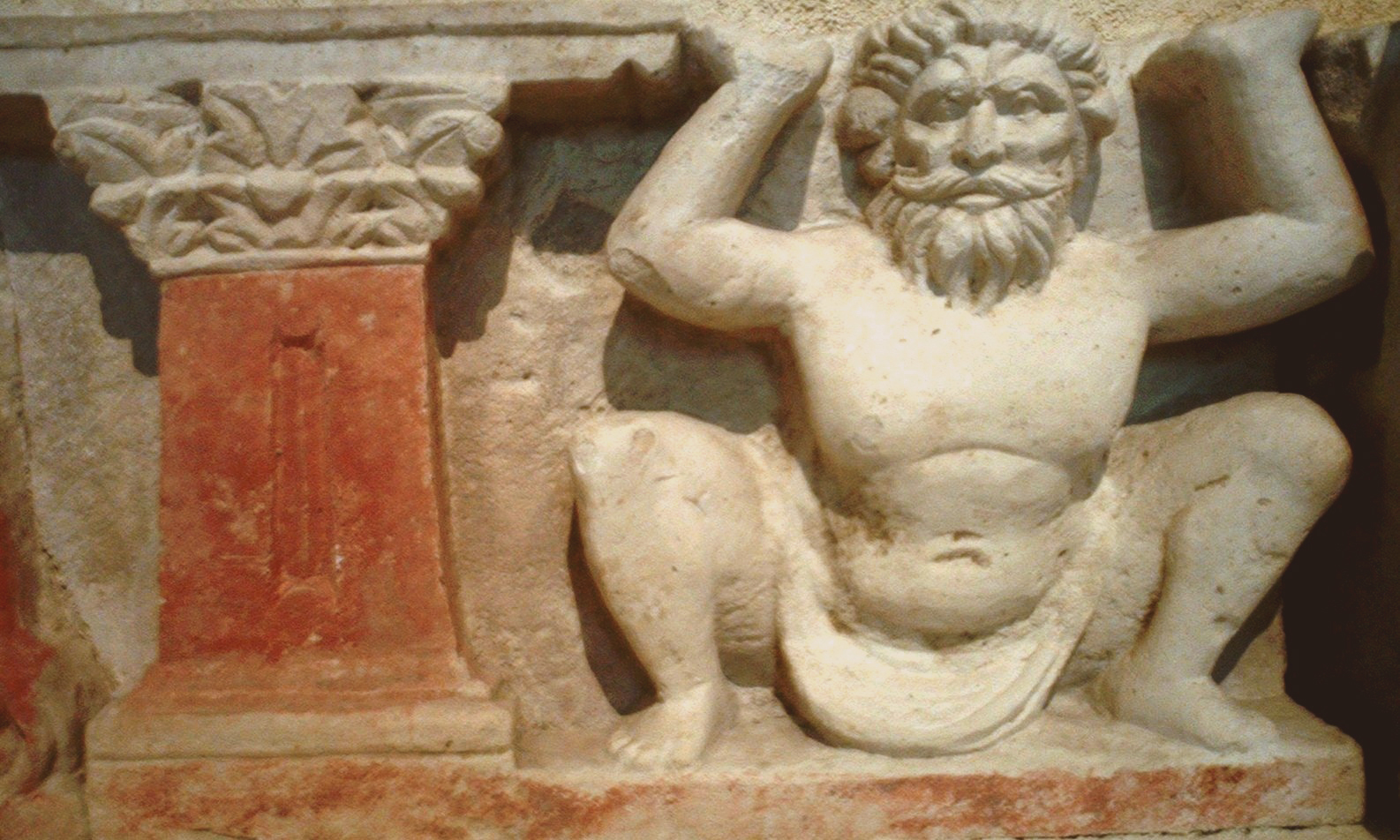
Атлант, що підтримує буддистський монумент
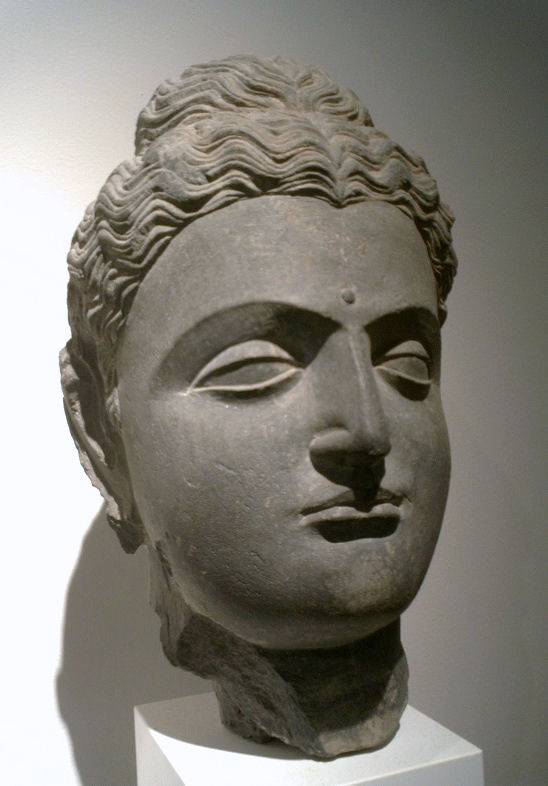
Голова Будди із «середземноморською» зачіскою
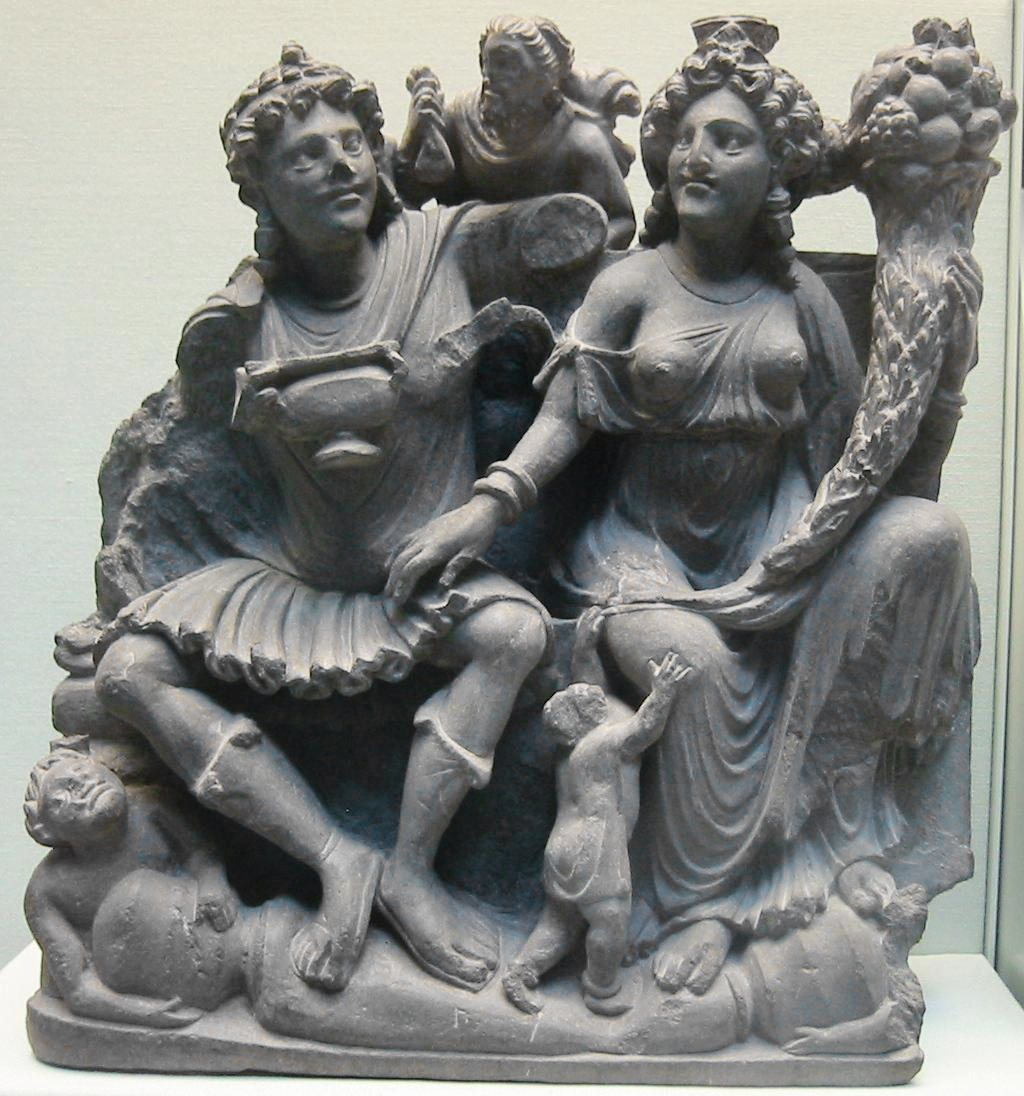
Харіті (праворуч), що тримає ріг достатку
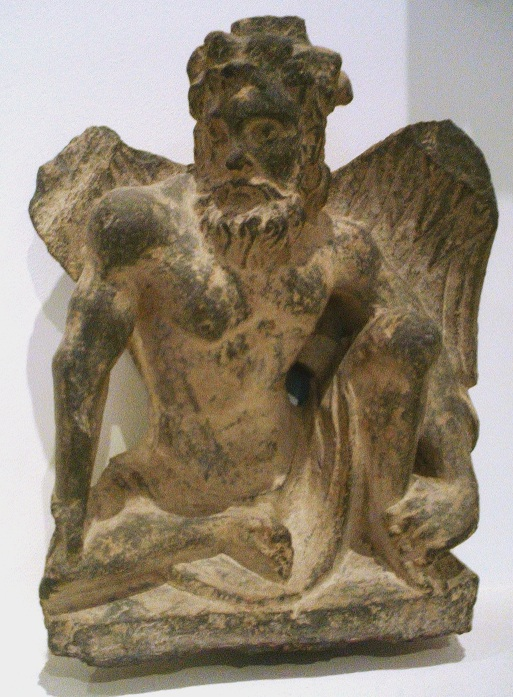
Крилатий атлант з характерною бородою
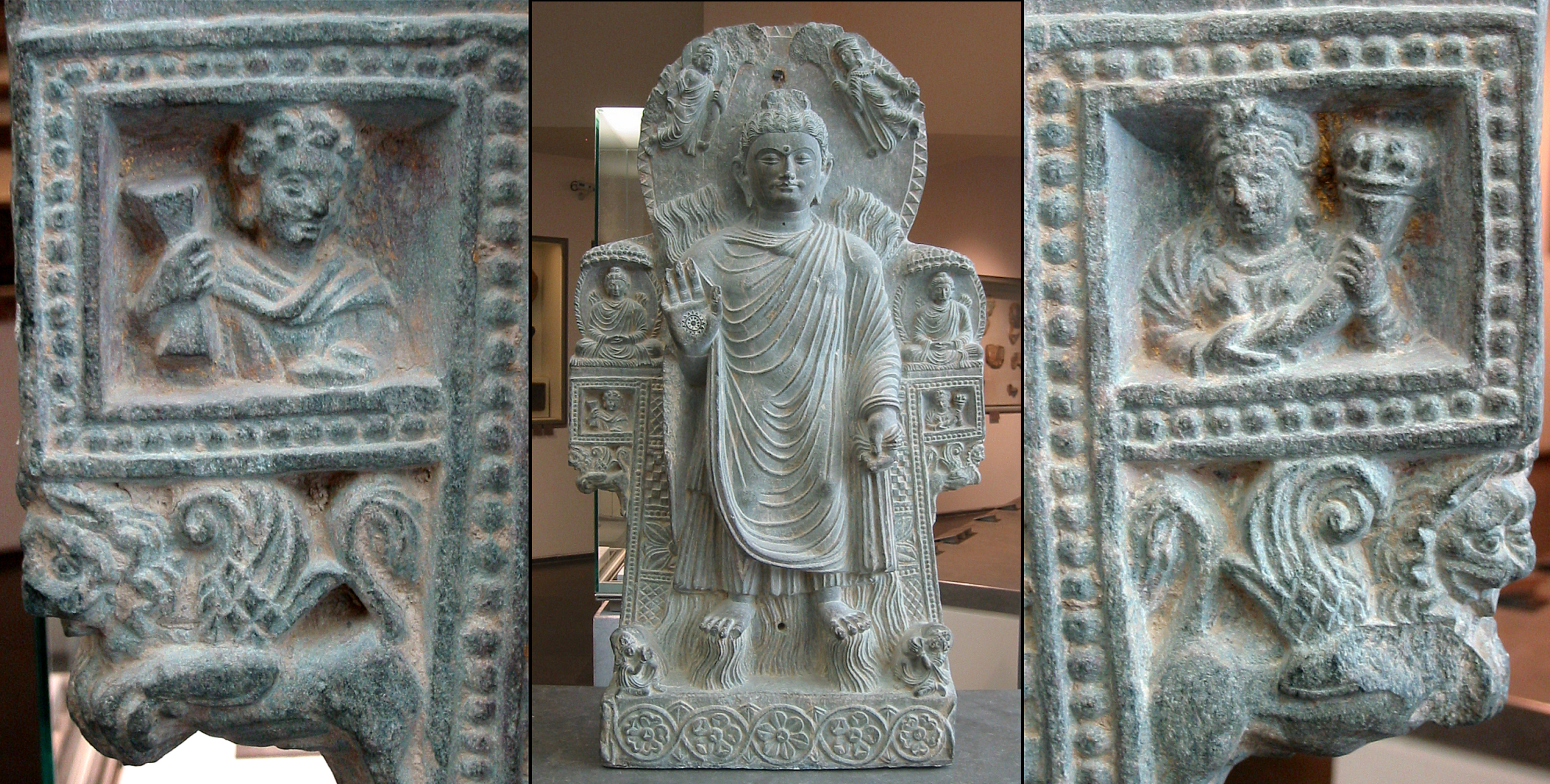
Будда з Гераклом і Тіхе
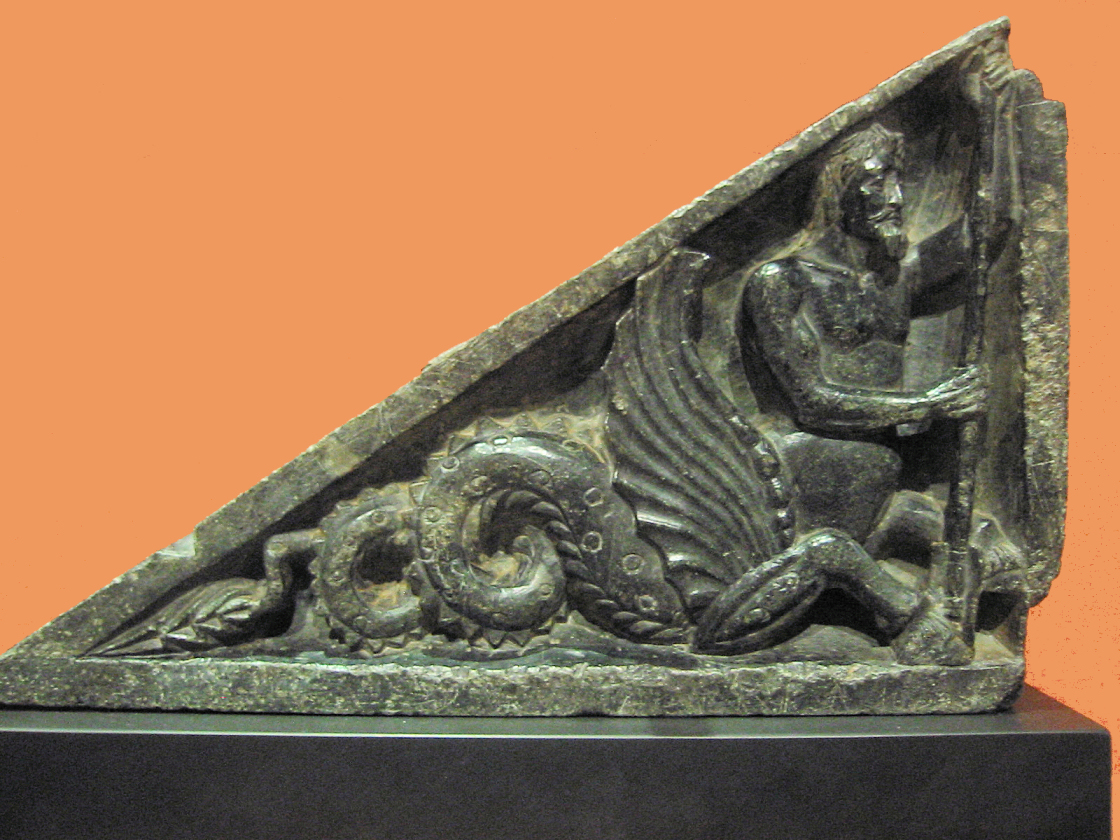
Іхтіо-кентавр